# کینگز سینگرز
کینگز سینگرز (انگلیسی: The King's Singers) یک
گروه کر آکاپلا انگلیسی است که در سال ۱۹۶۸ میلادی پایه‌گذاری شد. نام این گروه آوازی از کالج کینگ در کمبریج انگلستان گرفته شده‌است که نخستین بار گروه توسط سه خوانندهٔ کر در آن شکل گرفت.
اوج شهرت این گروه در دههٔ ۱۹۷۰ و اوایل دههٔ ۱۹۸۰ میلادی بود. آنها در ویژه‌برنامهٔ ای‌بی‌سی-تی‌وی تحت عنوانِ «جولی اندروز: آوای کریسمس» که برندهٔ جایزه امی شد، به‌طور افتخاری برنامه اجرا کرده‌اند.
این گروه کر از ۲ خوانندهٔ کنترتنور، ۱ تنور، ۱ باریتون و ۲ بیس تشکیل شده‌است و اعضای آن از زمان شکل‌گیری تا کنون، تغییر کرده‌است.